# جون جوزيف دوغال
جون جوزيف دوغال (بالإنجليزية: John Joseph Dougall)‏ هو محامي نيوزيلندي، ولد في 1860 في أبردينشاير في المملكة المتحدة، وتوفي في 5 سبتمبر 1934.